# Distrikt Asunción (Cajamarca)
Der Distrikt Asunción liegt in der Provinz Cajamarca in der Region Cajamarca in Nordwest-Peru. Der Distrikt wurde am 2. Oktober 1916 gegründet. Er besitzt eine Fläche von 214 km². Beim Zensus 2017 wurden 8484 Einwohner gezählt. Im Jahr 1993 lag die Einwohnerzahl bei 9740, im Jahr 2007 bei 11.757. Sitz der Distriktverwaltung ist die auf einer Höhe von 2224 m gelegene Ortschaft Asunción mit 1216 Einwohnern (Stand 2017). Asunción befindet sich 18 km südlich der Provinz- und Regionshauptstadt Cajamarca.

## Geographische Lage
Der Distrikt Asunción liegt in der peruanischen Westkordillere im zentralen Süden der Provinz Cajamarca. Der Fluss Río Jequetepeque (im Oberlauf Río Huacraruco, Río San Juan, Río Magdalena) fließt entlang der nördlichen Distriktgrenze nach Westen und entwässert dabei das Areal. Im Süden wird der Distrikt durch einen bis zu 4200 m hohen Gebirgskamm begrenzt.
Der Distrikt Asunción grenzt im Süden an den Distrikt Cospán, im Westen an den Distrikt Contumazá (Provinz Contumazá), im Norden an die Distrikte Magdalena und San Juan sowie im Osten an den Distrikt Jesús.

## Ortschaften
Im Distrikt gibt es neben dem Hauptort folgende größere Ortschaften:
- Catillambi
- Catulla
- Chamani
- El Mote
- Huayllagual
- Ogoriz
- San Miguel de Matarita
- Sapali
- Sapluc
- Vista Alegre